# Lista mistrzów Cage Warriors
Lista mistrzów Cage Warriors – chronologiczna lista wszystkich dotychczasowych mistrzów brytyjskiej organizacji promującej MMA Cage Warriors Fighting Championship.
Walki o mistrzostwo Cage Warriors rozgrywane są od 27 lipca 2002 roku. Pierwszym tytułem mistrzowskim do zdobycia był tytuł wagi ciężkiej który zdobył Australijczyk Steve Thomas wygrywając turniej w tejże kategorii. Jak dotąd pierwszym i jedynym Polakiem który sięgnął po mistrzostwo Cage Warriors jest Adrian Degórski – został nim 27 lipca 2003 pokonując w pojedynku o inauguracyjne mistrzostwo w wadze półśredniej Walijczyka Paula Jenkinsa.

## Waga superciężka (ponad 120 kg)
Tytuł wagi superciężkiej został zlikwidowany w 2006 roku. Maksymalną kategorią wagową w organizacji stała się waga ciężka.
| Nr                                                       | Mistrz                                    | Od                                            | Do   | Obrony tytułu                                                            |
| -------------------------------------------------------- | ----------------------------------------- | --------------------------------------------- | ---- | ------------------------------------------------------------------------ |
| 1.                                                       | Antônio Silva (pokonał Rubena Villareala) | 26 maja 2005 Cage Warriors 18: Strike Force 4 | 2006 | - wygrał z Tadasem Rimkeviciusem 25 marca 2006 (CWFC 22: Strike Force 5) |
| Silva został pozbawiony tytułu po związaniu się z Hero’s |                                           |                                               |      |                                                                          |

## Waga ciężka (do 120 kg)
| Nr | Mistrz                                     | Od                                          | Do             | Obrony tytułu |
| --- | ------------------------------------------ | ------------------------------------------- | -------------- | --- |
| 1. | Steve Thomas (pokonał Jarroda Speeda)      | 27 lipca 2002 Cage Warriors 1: Armageddon   | 2003           | - wygrał z Philem Holmesem 30 listopada 2002 (CWFC 2: Fists Of Fury)                                                                               |
| 16 marca 2003 Steve Thomas przegrał przez TKO z Gruzinem Tengizem Tedoradze, jednak w związku z za wczesnym przerwaniem walki, wynik pojedynku został zmieniony na no contest, a tytuł zwakowany. |                                            |                                             |                | |
| 2. | Tengiz Tedoradze (pokonał Andy'ego Ryana)  | 9 maja 2004 Cage Warriors 7: Showdown       | 8 grudnia 2004 | |
| 3. | Jeff Monson                                | 8 grudnia 2004 Cage Warriors 9: Xtreme Xmas | 2006           | - wygrał z Tengizem Tedoradze 30 kwietnia 2005 (CWFC 12: Ultimate Force) - wygrał z Markiem Emmanuelem 26 listopada 2005 (CWFC 18: Strike Force 4) |
| Monson został pozbawiony tytułu po związaniu się z UFC |                                            |                                             |                | |
| 4. | Mike Hayes (pokonał Andreasa Kraniotakesa) | 16 marca 2012 Cage Warriors: Fight Night 4  | 2 czerwca 2012 | |
| 5. | D.J. Linderman                             | 2 czerwca 2012 Cage Warriors 47             | 2012           | |
| Linderman zwakował tytuł w 2012 roku |                                            |                                             |                | |
| 6. | Mauro Cerilli (pokonał Nillsa van Noorda)  | 25 listopada 2017 Cage Warriors 89          | Nie wiadomo    | - wygrał z Karlem Moore’em 24 marca 2018 (CW 92)                                                                                                   |
| Cerilli został pozbawiony tytułu po związaniu się z One Championship |                                            |                                             |                | |

## Waga półciężka (do 93 kg)
| Nr                                                                        | Mistrz                                                 | Od                                                | Do               | Obrony tytułu |
| ------------------------------------------------------------------------- | ------------------------------------------------------ | ------------------------------------------------- | ---------------- | --- |
| 1.                                                                        | Michael Bisping (pokonał Dave'a Radforda)              | 30 kwietnia 2005 Cage Warriors 12: Ultimate Force | 2006             | - wygrał z Miiką Mehmetem 16 lipca 2005 (CWFC 14: Strike Force 2) - wygrał z Jakobem Lovstadem 1 października 2005 (CWFC 17: Strike Force 3) - wygrał z Rossem Pointonem 26 listopada 2005 (CWFC 18: Strike Force 4) |
| Bisping zwakował tytuł i wziął udział w reality-show The Ultimate Fighter |                                                        |                                                   |                  | |
| 2.                                                                        | Karl Moore (pokonał Josha Clarka)                      | 4 marca 2017 Cage Warriors 81                     | 24 sierpnia 2018 | |
| Moore zwakował tytuł i przeszedł do Bellator MMA.                         |                                                        |                                                   |                  | |
| 3.                                                                        | Modestas Bukauskas (pokonał Marthina Hamleta Nielsena) | 29 czerwca 2019 Cage Warriors 106                 | 17 stycznia 2020 | - wygrał z Riccardo Nosiglią 22 listopada 2019 (CW 111) |
| Bukauskas zwakował tytuł i przeszedł do UFC                               |                                                        |                                                   |                  | |
| 4.                                                                        | Modestas Bukauskas (pokonał Chuck Campbell)            | 31 grudnia 2022 Cage Warriors 148                 | nadal            | |

## Waga średnia (do 84 kg)
| Nr | Mistrz                                               | Od                                                     | Do                   | Obrony tytułu |
| --- | ---------------------------------------------------- | ------------------------------------------------------ | -------------------- | --- |
| 1. | Matt Ewin (pokonał Rossa Pettifera)                  | 27 lipca 2003 Cage Warriors 4: UK vs. France           | 16 lipca 2005        | - wygrał z Gregiem Bouchelaghemem 9 maja 2004 (CWFC 7: Showdown) - pojedynek nierozstrzygnięty z Damienem Riccio 21 maja 2005 (CWFC 13: Strike Force) |
| 2. | Martin Kampmann                                      | 16 lipca 2005 Cage Warriors 14: Strike Force 2         | 16 lipca 2005        | - wygrał z Damienem Riccio 2 listopada 2005 (CWFC 18: Strike Force 4)                                                                                 |
| Kampmann został pozbawiony tytułu po związaniu się z UFC |                                                      |                                                        |                      | |
| 3. | Gegard Mousasi (pokonał Grega Bouchelaghemena)       | 9 grudnia 2006 Cage Warriors 27: Enter The Rough House | 2007                 | |
| Mousasi został pozbawiony tytułu po związaniu się z inną organizacją. |                                                      |                                                        |                      | |
| 4. | Chris Fields (pokonał Pavela Kuscha)                 | 1 września 2012 Cage Warriors: Fight Night 7           | 31 grudnia 2012      | |
| 5. | Jesse Taylor                                         | 31 grudnia 2012 Cage Warriors 51                       | 2013                 | - wygrał z Johnem Phillipsem 4 maja 2013 (CWFC 54) |
| Taylor został pozbawiony tytułu po związaniu się z World Series of Fighting |                                                      |                                                        |                      | |
| 6. | Jack Hermansson                                      | 7 czerwca 2014 Cage Warriors 69: Super Saturday        | 31 maja 2016         | - wygrał z Deyanem Topalskim 22 sierpnia 2014 (CWFC 71) - wygrał z Alanem Carlosem 15 kwietnia 2016 (CWFC 75)                                         |
| Hermansson zwakował tytuł i przeszedł do UFC |                                                      |                                                        |                      | |
| 7. | Jack Marshman                                        | 8 lipca 2016 Cage Warriors 77                          | 6 października 2016  | |
| Marshman zwakował tytuł i przeszedł do UFC |                                                      |                                                        |                      | |
| 8. | Oskar Piechota (pokonał Jasona Radcliffe'a)          | 24 czerwca 2017 Cage Warriors 85                       | 4 sierpnia 2017      | |
| Piechota zwakował tytuł i przeszedł do UFC |                                                      |                                                        |                      | |
| 9. | Lee Chadwick (pokonał Victora Chenga)                | 28 października 2017 Cage Warriors 88                  | 31 sierpnia 2018     | |
| Chadwick został pozbawiony pasa z powodu przekroczenia wymaganego limitu wagowego podczas oficjalnego ważenia i odebrano mu tytuł. Dzień przed walką jego miejsce zajął Mick Stanton |                                                      |                                                        |                      | |
| 10. | Jonas Billstein (pokonał Micka Stantona)             | 1 września 2018 Cage Warriors 96                       | –                    | |
| Billstein został pozbawiony tytułu z powodu odmowy obrony pasa. |                                                      |                                                        |                      | |
| 11. | James Webb (pokonał Thomasa Robertsona)              | 2 marca 2019 Cage Warriors 102                         | 22 listopada 2019    | - większościowo zremisował z Nathiasem Frederickiem 29 czerwca 2019 (CW 106)                                                                          |
| 12. | Nathias Frederick (pokonał Jamesa Webba)             | 22 listopada 2019 Cage Warriors 111                    | 24 czerwca 2021      | - wygrał z Jamie Richardsonem 11 grudnia 2020 (CW 118)                                                                                                |
| 13. | Matthew Bonner (pokonał Nathiasa Fredericka)         | 24 czerwca 2021 Cage Warriors 123                      | Aktualny             | |
| 14. | Djati Mélan (pokonał Matthew Bonnera)                | 10 grudnia 2021 Cage Warriors 131                      | 2 kwietnia 2022      | |
| 15. | Christian Leroy Duncan (pokonał Nathiasa Fredericka) | 2 kwietnia 2022 Cage Warriors 136                      | 31 grudnia 2022      | - wygrał z Marian Dimitrov 12 listopada 2022 (CW 146)                                                                                                 |
| Podczas sylwestrowej gali Cage Warriors 148 ogłoszono, że mistrz wagi średniej Christian Leroy Duncan podpisał kontrakt z największą organizacją MMA na świecie - UFC.               |                                                      |                                                        |                      | |
| 16. | Mick Stanton (pokonał Nathiasa Fredericka)           | 24 marca 2023 Cage Warriors 151                        | 25 października 2023 | - wygrał z Jamesem Webbem 21 lipca 2023 (CW 157) |
| 17. | Dario Bellandi (pokonał Micka Stantona)              | 25 października 2023 Cage Warriors 164                 | Aktualny             | |

## Waga półśrednia (do 77 kg)
| Nr                                                            | Mistrz                                                          | Od                                                       | Do                   | Obrony tytułu |
| ------------------------------------------------------------- | --------------------------------------------------------------- | -------------------------------------------------------- | -------------------- | --- |
| 1.                                                            | Adrian Degórski (pokonał Paula Jenkinsa)                        | 27 lipca 2003 Cage Warriors 4: UK vs. France             | 1 lutego 2004        | |
| 2.                                                            | Abdul Mohamed                                                   | 1 lutego 2004 P&G 1: Pride & Glory                       | 2005                 | - wygrał z Paulem Jenkinsem 7 marca 2004 (CWFC 6: Elimination) - zremisował z Paulem Daleyem 18 grudnia 2004 (CWFC 9: Xtreme Xmas) |
| Mohamed został pozbawiony tytułu po związaniu się z Cage Rage |                                                                 |                                                          |                      | |
| 3.                                                            | Dan Hardy (pokonał Matta Thorpe)                                | 26 listopada 2005 Cage Warriors 18: Strike Force 4       | 14 kwietnia 2006     | - wygrał z Diego Gonzalez 25 marca 2006 (CWFC 22: Strike Force 5)                                                                  |
| 4.                                                            | Forrest Petz                                                    | 14 kwietnia 2006 Fight Fest 2                            | 2006                 | |
| Petz został pozbawiony tytułu po związaniu się z UFC          |                                                                 |                                                          |                      | |
| 5.                                                            | Dan Hardy (pokonał Chada Reinera)                               | 19 kwietnia 2008 Cage Warriors 27: Enter The Rough House | 2008                 | |
| Hardy został pozbawiony tytułu po związaniu się z UFC         |                                                                 |                                                          |                      | |
| 6.                                                            | Pascal Krauss (pokonał Johna Quinna)                            | 22 maja 2010 Cage Warriors 37: Right To Fight            | 2010                 | |
| Krauss został pozbawiony tytułu po związaniu się z UFC        |                                                                 |                                                          |                      | |
| 7.                                                            | Gaël Grimaud (pokonał Arniego Isakssona)                        | 8 września 2011 Cage Warriors: Fight Night 2             | 9 marca 2013         | - wygrał z Jessim Taylorem 24 maja 2012 (CWFC: Fight Night 6)                                                                      |
| 8.                                                            | Cathal Pendred                                                  | 9 marca 2013 Cage Warriors 52                            | 2014                 | - wygrał z Che Millsem 1 czerwca 2013 (CWFC 55)                                                                                    |
| Pendred został pozbawiony tytułu po związaniu się z UFC       |                                                                 |                                                          |                      | |
| 9.                                                            | Nicolas Dalby (pokonał Serhieja Churilowa)                      | 22 marca 2014 Cage Warriors 66                           | 23 marca 2015        | - wygrał z Mohsenem Baharim 15 listopada 2014 (CWFC 74)                                                                            |
| Dalby został pozbawiony tytułu po związaniu się z UFC         |                                                                 |                                                          |                      | |
| 10.                                                           | Karl Amoussou (pokonał Matta Inmana)                            | 18 lutego 2017 Cage Warriors 80                          | 5 marca 2018         | |
| Amoussou zwakował tytuł wiążąc się z inną organizacją.        |                                                                 |                                                          |                      | |
| 11.                                                           | Stefano Paternò (pokonał Mehrdada Janzeminiego)                 | 28 lipca 2018 Cage Warriors 95                           | 20 października 2018 | |
| 12.                                                           | Ross Houston (pokonał Stefano Paternò)                          | 20 października 2018 Cage Warriors 98                    | Nie wiadomo          | - No Contest vs Nicolasowi Dalby 29 czerwca 2019 (CW 106)                                                                          |
| -                                                             | Nicolas Dalby (pokonał Alexa Lohore w walce o tymczasowy tytuł) | 9 marca 2019 Cage Warriors 103                           | 28 lipca 2019        | - No Contest vs Rossowi Houstonowi 29 czerwca 2019 (CW 106)                                                                        |
| Houston zwakował tytuł związując się z inną organizacją.      |                                                                 |                                                          |                      | |
| Dalby zwakował tymczasowy tytuł, ponownie przechodząc do UFC  |                                                                 |                                                          |                      | |
| 13.                                                           | Mason Jones (pokonał Adama Proctora)                            | 26 września 2020 Cage Warriors 116                       | Nie wiadomo          | |
| Jones zwakował tytuł, przechodząc do UFC.                     |                                                                 |                                                          |                      | |
| 14.                                                           | Ian Machado Garry (pokonał Jacka Granta)                        | 26 czerwca 2021 Cage Warriors 125                        | Nie wiadomo          | |
| Garry zwakował tytuł i związał się z UFC                      |                                                                 |                                                          |                      | |
| 15.                                                           | Rhys McKee (pokonał Justina Burlinsona)                         | 25 czerwca 2022 Cage Warriors 140                        | 2 września 2023      | - wygrał z Jimem Wallheadem 29 kwietnia 2023 (CW 153)                                                                              |
| Tymczasowy                                                    | Jim Wallhead (pokonał Mateusza Figlaka)                         | 12 listopada 2022 Cage Warriors 146                      | 29 kwietnia 2023     | |
| McKee zwakował tytuł, przechodząc do UFC .                    |                                                                 |                                                          |                      | |
| 16.                                                           | Giannis Bachar (pokonał Omiela Browna)                          | 11 listopada 2023 Cage Warriors 163                      | Aktualny             | |

## Waga lekkopółśrednia (do 73 kg)
Tytuł mistrza wagi lekkopółśredniej w początkowym zamyśle miał być tytułem tymczasowym lecz z powodu kontuzji rywali Hardego, funkcjonował jako normalny tytuł mistrzowski do momentu jego unifikacji z tytułem wagi półśredniej
| Nr | Mistrz                               | Od                                                     | Do               | Obrony tytułu |
| --- | ------------------------------------ | ------------------------------------------------------ | ---------------- | --- |
| 1. | Dan Hardy (pokonał Alexandre Izidro) | 9 grudnia 2006 Cage Warriors 27: Enter The Rough House | 19 kwietnia 2008 | - wygrał z Willem Ni 28 kwietnia 2007 (CWFC 28: Enter The Rough House 2) - wygrał z Manuelem Garcią 8 grudnia 2007 (CWFC 31: Enter The Rough House 5) |
| Dan Hardy i Chad Reiner stoczyli pojedynek o tytuł mistrza w wadze półśredniej – tytuł lekkopółśredni został zunifikowany, a później zlikwidowany. |                                      |                                                        |                  | |

## Waga lekka (do 70 kg)
| Nr | Mistrz                                         | Od                                                   | Do                  | Obrony tytułu |
| --- | ---------------------------------------------- | ---------------------------------------------------- | ------------------- | --- |
| 1. | Paul Sutherland (pokonał Ozziego Haluka)       | 27 lipca 2003 Cage Warriors 4: UK vs. France         | 2003                | |
| Sutherland został pozbawiony tytułu po związaniu się z Cage Rage                                                  |                                                |                                                      |                     | |
| 2. | Alexandre Izidro (pokonał Jani Laxa)           | 1 października 2005 Cage Warriors 17: Strike Force 3 | maj 2010            | - wygrał z Thomasem Hyttenem 26 listopada 2005 (CWFC 18: Strike Force 4) - wygrał z Mario Stapelem 27 maja 2006 (CWFC 24: Strike Force 6) - wygrał z Franco de Leonardis 16 vrześnia 2006 (CWFC 25: Showdown) |
| Izidro został pozbawiony tytułu, w związku z absencją spowodowaną kontuzją                                        |                                                |                                                      |                     | |
| 3. | Kenneth Rosfort-Nees (pokonał Grega Loughrana) | 22 maja 2010 Cage Warriors 37: Right To Fight        | 1 października 2010 | |
| 4. | Matt Veach                                     | 1 października 2010 Cage Warriors 38: Young Guns     | 2010                | |
| Veach został pozbawiony tytułu po związaniu się z inną organizacją                                                |                                                |                                                      |                     | |
| 5. | Ivan Musardo (pokonał Josepha Duffa)           | 1 października 2011 Cage Warriors 44                 | 2012                | |
| Musardo został pozbawiony tytułu po związaniu się z inną organizacją                                              |                                                |                                                      |                     | |
| 6. | Conor McGregor (pokonał Ivana Buchingera)      | 31 grudnia 2012 Cage Warriors 51                     | luty 2013           | |
| McGregor zwakował tytuł po związaniu się z UFC                                                                    |                                                |                                                      |                     | |
| 7. | Steven Ray (pokonał Seana Cartera)             | 5 października 2013 Cage Warriors 60                 | 31 grudnia 2013     | |
| 8. | Ivan Buchinger                                 | 31 grudnia 2013 Cage Warriors 63                     | 2014                | |
| Buchinger został pozbawiony tytułu po związaniu się z M-1 Global                                                  |                                                |                                                      |                     | |
| 9. | Steven Ray (pokonał Curta Warburtona)          | 7 czerwca 2014 Cage Warriors 69                      | marzec 2015         | - wygrał z Curtem Warburtonem 1 listopada 2014 (CWFC 73) |
| Pod koniec 2014 organizacja zawiesiła działalność. W tym czasie Ray związał się z UFC, wakując tytuł wagi lekkiej |                                                |                                                      |                     | |
| 10. | Chris Fishgold (pokonał Adama Boussifa)        | 8 lipca 2016 Cage Warriors 77                        | 26 maja 2018        | - wygrał z Jasonem Ponetem 10 września 2016 (CWFC 78) - wygrał z Niciem Herron-Webbem 12 listopada 2016 (CWFC Unplugged) - wygrał z Alexandrem Jacobsenem, 28 października 2017 (CW 88)                       |
| Fishgold zwakował tytuł wiążąc się z UFC.                                                                         |                                                |                                                      |                     | |
| 11. | Søren Bak (pokonał Paddy'ego Pimbletta)        | 1 września 2018 Cage Warriors 96                     | Nie wiadomo         | |
| Bak zwakował tytuł przechodząc do kategorii piórkowej.                                                            |                                                |                                                      |                     | |
| 12. | Jai Herbert (pokonał Jacka Granta)             | 29 czerwca 2019 Cage Warriors 106                    | Nie wiadomo         | - wygrał z Cainem Carrizosą 26 października 2019 (CW 109) |
| Herbert zwakował tytuł wiążąc się z UFC.                                                                          |                                                |                                                      |                     | |
| 13. | Mason Jones (pokonał Joe McColgana)            | 20 marca 2020 Cage Warriors 113                      | Nie wiadomo         | |
| Jones zwakował tytuł, przechodząc do UFC.                                                                         |                                                |                                                      |                     | |
| 14. | Agy Sardari (pokonał Jacka Granta)             | 12 grudnia 2020 Cage Warriors 119                    | Aktualny            | - wygrał z Donovanem Desmae 19 marca 2021 (CW 121) |
| 15. | Joe McColgan (pokonał Agy Sardariego)          | 25 czerwca 2021 Cage Warriors 124                    | 16 listopada 2021   | |
| 16. | George Hardwick (pokonał Kyle Driscoll)        | 22 lipca 2022 Cage Warriors 141                      | Aktualny            | - wygrał z Chris Bungard 20 listopada 2022 (CW 147) - wygrał z Yannem Liassem 15 kwietnia 2023 (CW 152) |

## Waga piórkowa (do 66 kg)
| Nr                                                                                        | Mistrz                                                           | Od                                               | Do                        | Obrony tytułu |
| ----------------------------------------------------------------------------------------- | ---------------------------------------------------------------- | ------------------------------------------------ | ------------------------- | --- |
| 1.                                                                                        | Paul McVeigh (pokonał China Weakasingha)                         | 16 marca 2003 Cage Warriors 3: Enter The Octagon | 2003                      | - wygrał z Davidem McLaughlinem 27 lipca 2003 (CWFC 4: UK vs. France)                                                                   |
| McVeigh zwakował tytuł schodząc wagę niżej                                                |                                                                  |                                                  |                           | |
| 2.                                                                                        | Emmanuel Fernandez (pokonał Jamesa Lutmana)                      | 7 marca 2004 Cage Warriors 6: Elimination        | 21 maja 2005              | - wygrał z Ianem Butlinem 9 maja 2004 (CWFC 7: Showdown)                                                                                |
| 3.                                                                                        | Danny Batten                                                     | 21 maja 2005 Cage Warriors 13: Strike Force      | 2006                      | - wygrał z Tomem Niinimaki 16 lipca 2005 (CWFC 14: Strike Force 2) - wygrał z Augusto Frotą 26 listopada 2005 (CWFC 18: Strike Force 4) |
| Batten został pozbawiony tytułu po związaniu się z inną organizacją                       |                                                                  |                                                  |                           | |
| 4.                                                                                        | Conor McGregor (pokonał Dave'a Hilla)                            | 2 czerwca 2012 Cage Warriors 47                  | luty 2013                 | |
| McGregor zwakował tytuł po związaniu się z UFC                                            |                                                                  |                                                  |                           | |
| 5.                                                                                        | Jim Alers (pokonał Joni Salovaara)                               | 13 kwietnia 2013 Cage Warriors 53                | 2014                      | - wygrał z Martinem Svenssonem 14 września 2013 (CWFC 59) - wygrał z Grahamem Turnerem 31 grudnia 2013 (CWFC 63)                        |
| Alers został pozbawiony tytułu po związaniu się z UFC                                     |                                                                  |                                                  |                           | |
| 6.                                                                                        | Alex Enlund (pokonał Nada Narimaniego)                           | 1 listopada 2014 Cage Warriors 73                | sierpień 2016             | |
| Enlund zwakował tytuł w sierpniu 2016, w związku z podpisaniem kontraktu z UFC            |                                                                  |                                                  |                           | |
| 7.                                                                                        | Paddy Pimblett (pokonał Johnny'ego Fracheya)                     | 10 września 2016 Cage Warriors 78                | 1 kwietnia 2017 (CWFC 82) | - wygrał z Julianem Erosą 12 listopada 2016 (CWFC Unplugged)                                                                            |
| 8.                                                                                        | Nad Narimani                                                     | 1 kwietnia 2017 Cage Warriors 82                 | 13 marca 2018             | |
| Narimani zwakował tytuł wiążąc się z UFC.                                                 |                                                                  |                                                  |                           | |
| 9.                                                                                        | Dean Trueman (pokonał Aidana Lee)                                | 9 grudnia 2018 Cage Warriors 100                 | 29 czerwca 2019           | |
| -                                                                                         | Soren Bak (pokonał Morgana Charrière w walce o tymczasowy tytuł) | 9 marca 2019 Cage Warriors 103                   | Nie wiadomo               | |
| Bak zwakował tymczasowy tytuł, ponieważ nie był w stanie schodzić do kategorii piórkowej. |                                                                  |                                                  |                           | |
| 10.                                                                                       | Mads Burnell (pokonał Deana Truemana)                            | 29 czerwca 2019 Cage Warriors 106                | Nie wiadomo               | |
| Burnell zwakował tytuł i związał się z organizacją Bellator                               |                                                                  |                                                  |                           | |
| 11.                                                                                       | Morgan Charriere (pokonał Perrego Andre Goodwina)                | 12 grudnia 2020 Cage Warriors 119                | 20 marca 2021             | |
| 12.                                                                                       | Jordan Vucenic (pokonał Morgana Charriere)                       | 20 marca 2021 Cage Warriors 121                  | 4 listopada 2022          | |
| Tymczasowy                                                                                | Paul Hughes (pokonał Morgana Charriere)                          | 1 października 2021 Cage Warriors 128            | 1 października 2021       | |
| 13.                                                                                       | Paul Hughes (pokonał Jordana Vucenica)                           | 4 listopada 2022 Cage Warriors 145               | 4 listopada 2022          | |

## Waga kogucia (do 61 kg)
| Nr                                                                                        | Mistrz                                         | Od                                             | Do                   | Obrony tytułu |
| ----------------------------------------------------------------------------------------- | ---------------------------------------------- | ---------------------------------------------- | -------------------- | --- |
| 1.                                                                                        | Paul McVeigh (pokonał China Weakasingha)       | 18 września 2004 Cage Warriors 8: Brutal Force | 10 października 2012 | - wygrał z Philem Harrisem 26 listopada 2005 (CWFC 18: Strike Force 4) - wygrał z Neilem McLeodem 27 maja 2006 (CWFC 24: Strike Force 6) - wygrał z Andersonem Pereirą 14 października 2007 (CWFC 30: Enter The Rough House 4) - wygrał ze Steve’em McCombe’em 12 lipca 2008 (CWFC 34: Enter The Rough House 7) - wygrał z Andreasem Bernhardem 26 lutego 2011 (CWFC 40) |
| McVeigh zwakował tytuł schodząc wagę niżej                                                |                                                |                                                |                      | |
| 2.                                                                                        | Brett Johns (pokonał Jordana Desborougha)      | 14 września 2013 Cage Warriors 59              | 11 kwietnia 2014     | |
| Johnsowi odebrano tytuł z powodu niezrobienia wymaganej wagi w czasie oficjalnego ważenia |                                                |                                                |                      | |
| 3.                                                                                        | Toni Tauru (pokonał Coriego Taita)             | 13 września 2014 Cage Warriors 72              | czerwiec 2015        | |
| Tauru zwakował tytuł w czerwcu 2015, w związku z podpisaniem kontraktu z One Championship |                                                |                                                |                      | |
| 4.                                                                                        | Nathaniel Wood (pokonał Marko Kovacevicia)     | 2 czerwca 2017 Cage Warriors 84                | 5 kwietnia 2018      | - wygrał z Joshem Reedem 16 września 2017 (CWFC 86) - wygrał z Lucą Iovine 24 marca 2018 (CW 92) |
| Wood zwakował tytuł wiążąc się z UFC.                                                     |                                                |                                                |                      | |
| 5.                                                                                        | Jack Shore (pokonał Mike Ekundayo)             | 8 grudnia 2018 Cage Warriors 100               | 28 maja 2019         | - wygrał ze Scottem Malone 27 kwietnia 2019 (CW 104) |
| Shore zwakował tytuł wiążąc się z UFC.                                                    |                                                |                                                |                      | |
| 6.                                                                                        | Jack Cartwright                                | 6 września 2019 Cage Warriors Unplugged 2      | ?                    | - wygrał z Manuelem Bilicem 7 marca 2020 (CW 112) - wygrał z Gerardo Fannym 25 września 2020 (CW 115) - wygrał z Sylwestrem Millerem 19 marca 2021 (CW 121) |
| Cartwright został pozbawiony pasa po odejściu z organizacji                               |                                                |                                                |                      | |
| 7.                                                                                        | Dominique Wooding (pokonał Nathana Fletchera)  | 30 września 2021 Cage Warriors 127             | 7 października 2022  | |
| 8.                                                                                        | Michele Martignoni (pokonał Dominique Wooding) | 7 października 2022 Cage Warriors 144          | 29 lipca 2023        | |
| Martignoni zwakował tytuł i przeszedł do wagi muszej.                                     |                                                |                                                |                      | |
| 9.                                                                                        | Caolan Loughran                                | 6 maja 2023 Cage Warriors 154                  | 2 września 2023      | |
| Loughran zwakował tytuł wiążąc się z UFC                                                  |                                                |                                                |                      | |
| 10.                                                                                       | Liam Gittins (pokonał Reece McEwana)           | 25 listopada 2023 Cage Warriors 164            | Aktualny             | |

## Waga musza (do 57 kg)
| Nr                                                                                            | Mistrz                                 | Od                                    | Do               | Obrony tytułu |
| --------------------------------------------------------------------------------------------- | -------------------------------------- | ------------------------------------- | ---------------- | ------------- |
| 1.                                                                                            | Neil Seery (pokonał Mikaela Silandera) | 1 czerwca 2013 Cage Warriors 55       | 2013             |               |
| Seery zwakował tytuł po związaniu się z UFC                                                   |                                        |                                       |                  |               |
| 2.                                                                                            | Nathan Greyson (pokonał Sama Creaseya) | 24 marca 2018 Cage Warriors 92        | Nie wiadomo      |               |
| Greyson został pozbawiony pasa, ponieważ nie był w stanie obronić tytułu na Cage Warriors 99. |                                        |                                       |                  |               |
| 3.                                                                                            | Samir Faiddine (pokonał Sama Creaseya) | 29 czerwca 2019 Cage Warriors 106     | 24 września 2020 |               |
| 4.                                                                                            | Luke Shanks (pokonał Samira Faiddine)  | 24 września 2020 Cage Warriors 114    | 10 grudnia 2020  |               |
| 5.                                                                                            | Jake Hadley (pokonał Luke Shanksa)     | 10 grudnia 2020 Cage Warriors 117     | Nie wiadomo      |               |
| 6.                                                                                            | Sam Creasey (pokonał Luke Shanksa)     | 2 października 2021 Cage Warriors 129 | 31 grudnia 2022  |               |
| 7.                                                                                            | Shajidul Haque (pokonał Sam Creasey)   | 31 grudnia 2022 Cage Warriors 148     | 31 grudnia 2022  |               |

## Waga kogucia kobiet (do 61 kg)
| Nr                                                                          | Mistrzyni                                  | Od                                 | Do            | Obrony tytułu |
| --------------------------------------------------------------------------- | ------------------------------------------ | ---------------------------------- | ------------- | ------------- |
| 1.                                                                          | Rosi Sexton (pokonała Dinę Van den Hooven) | 26 listopada 2005 Cage Warriors 55 | 2006          |               |
| Sexton zwakowała tytuł po związaniu się z BodogFIGHT                        |                                            |                                    |               |               |
| 2.                                                                          | Pannie Kianzad (pokonała Eeve Siiskonen)   | 15 listopada 2014 Cage Warriors 74 | czerwiec 2015 |               |
| Kianzad zwakowała tytuł, wiążąc się w 2015 z Invicta Fighting Championships |                                            |                                    |               |               |

## Waga musza kobiet (do 56,7 kg)
| Nr                                       | Mistrzyni                             | Od                              | Do              | Obrony tytułu |
| ---------------------------------------- | ------------------------------------- | ------------------------------- | --------------- | ------------- |
| 1.                                       | Molly McCann (pokonała Bryony Tyrell) | 24 lutego 2018 Cage Warriors 90 | 5 kwietnia 2018 |               |
| McCann zwakowała tytuł wiążąc się z UFC. |                                       |                                 |                 |               |